# OpenSearch
OpenSearch – standard opisu wyszukiwarek internetowych. Standard ma umożliwiać odkrywanie usług wyszukiwania na witrynach internetowych przez automatyczne narzędzia np. przez przeglądarki internetowe.
Został upubliczniony w 2005 roku przez A9.com (oddział Amazon.com tworzący m.in. wyszukiwarkę). Ostatnia opublikowana wersja pochodzi z 2011 roku i została przygotowana m.in. przez pracowników A9.com, Microsoftu oraz IBM.

## Elementy standardu

### Podstawowy standard
Standard ma kilka głównych składowych:
- Opis usługi wyszukiwania. Dokument XML (`OpenSearchDescription`) zawierający m.in. tytuł, opis i URL usługi wyszukiwania.
- Sposoby odkrywania usługi wyszukiwania. Tag link z atrybutem „rel” o wartości „search” ma umożliwić wykrycie np. przez przeglądarkę, że dana witryna udostępnia opis usługi wyszukiwania.
- Rozszerzenia RSS 2.0 oraz Atom o elementy metadanych wyszukiwania. Np. w artykule znajdującym się w RSS mogłaby się znaleźć informacja o parametrach wyszukiwania, czy informacjach dotyczących stronicowania.

Przykładowy tag wskazujący na opis usługi wyszukiwania zgodny ze standardem OpenSearch:
```
   
<link
 
rel=
"search"

         
href=
"http://example.com/opensearchdescription.xml"

         
type=
"application/opensearchdescription+xml"

         
title=
"Content Search"
 
/>

```

### Rozszerzenia
OpenSearch zawiera również mniejsze i większe rozszerzenia:
- Referrer[3] – mini rozszerzenie opisujące, jak klient usługi wyszukiwania (np. przeglądarka) powinna przekazać informację o sobie (np. nazwę wyszukiwarki).
- Relevance[4] – mini rozszerzenie opisujące, jak wyszukiwarka powinna podawać wynik zgodności wpisanej frazy z danym wynikiem.
- Parameter[5] – małe rozszerzenie opisujące, jak wyszukiwarka powinna opisywać parametry wyszukiwania i metodę ich przesyłania.
- Suggestions[6] – rozszerzenie opisujące podpowiedzi wyszukiwania (auto-uzupełnianie). Opis stworzony jest na podstawie mechanizmu Google Suggest opisanego przez Firefox. Rozszerzenie podaje zarówno jak uwzględnić usługę podpowiedzi w `OpenSearchDescription`, jak i sam format zwracanych informacji. Standard jest wspierany m.in. przez MediaWiki.
- Geo[7] – rozszerzenie opisujące, jak przekazywać parametry związane z geolokalizacją.
- Time[8] – mini rozszerzenie opisujące sposób przesyłania czasu.